# Vernazzola
Il vernazzola è antica varietà di vitigno a bacca bianca originario del Trentino. A dispetto della quasi omonimia, non è imparentato con i vitigni della famiglia delle Vernacce.

## Storia
Il nome ha origine dal latino vernaculus, che significa "autoctono", ovvero non importato da un altro luogo. Un tempo diffuso anche in altre zone del Nord Italia, come nell'Alto Milanese e nel Reggiano, è gradualmente scomparso con il passare del tempo: al XXI secolo è un vitigno sull'orlo dell'estinzione, dato che ne sopravvivono pochissimi arbusti. Non sono previsti progetti di recupero.

## Caratteristiche
Caratteristica di questo vitigno è una spiccata aromaticità che presenta qualità organolettiche lievemente erbacee e balsamiche: ai vini bianchi prodotti, questo vitigno fornisce una forte struttura.